# جيوفاني جريكو
جيوفاني جريكو (بالإيطالية: Giovanni Greco) هو لاعب كرة الريشة إيطالي، ولد في 11 أبريل 1990 في باليرمو في إيطاليا.

## وصلات خارجية
- جيوفاني جريكو على موقع BWF.tournamentsoftware.com (الإنجليزية)
- جيوفاني جريكو على موقع BWFbadminton.com (الإنجليزية)